# Ogiva (arma)
Una ogiva és la part davantera d'un projectil, la secció longitudinal de la qual sol tenir forma d'ogiva. Forma part dels projectils utilitzats en conflictes militars, que es fan servir per a destruir vehicles o edificis. Normalment, les ogives formen la part anterior dels míssills, coets, torpedes, etc.. Contenen un detonador i material explosiu que pot ser nuclear.

## Classificació
Les ogives poden ser:
- Explosives : S'utilitza una càrrega explosiva per desintegrar l'objectiu i danyar les zones circumdants amb una ona expansiva .
  - Convencionals : Els productes químics com la pólvora i els explosius d'alta potència emmagatzemen una energia significativa dins dels seus enllaços moleculars. Aquesta energia es pot alliberar ràpidament mitjançant un desencadenant, com ara una espurna elèctrica . Les armes termobàriques milloren l'efecte explosiu utilitzant l'atmosfera circumdant en les seves reaccions explosives.
    - Ona de xoc : La detonació de l'explosiu proporciona una forta ona de xoc.
    - Fragmentació : Els fragments metàl·lics es projecten a alta velocitat per causar danys o lesions.
    - Vareta contínua : Les barres metàl·liques soldades pels seus extrems formen un cilindre compacte de varetes interconnectades, que s'expandeix violentament en un anell contigu en forma de ziga-zaga mitjançant una detonació explosiva. L'anell, que s'expandeix ràpidament, produeix un efecte de tall planar que és devastador contra els avions militars, que poden estar dissenyats per ser resistents a la metralla.
    - Càrrega buida : l'efecte de la càrrega explosiva es concentra en un revestiment metàl·lic de forma especial per projectar un raig de metall a hipervelocitat, per perforar l'armadura pesada.
      - Penetrador format explosivament : En lloc de convertir un revestiment metàl·lic prim en un jet concentrat, l'ona de detonació es dirigeix contra una placa metàl·lica còncava a la part frontal de l'ogiva, propulsant-la a alta velocitat mentre la deforma simultàniament en un projectil.

  - Nuclears : Una reacció de fissió nuclear ( bomba de fissió ) o fusió nuclear ( arma termonuclear ) desbocada provoca una alliberació immensa d'energia.[4]
- Químiques : Es dispersa un producte químic tòxic, com ara gas verinós o gas nerviós, dissenyat per lesionar o matar éssers humans.
- Biològiques : Es dispersa un agent infecciós, com ara les espores d'àntrax, dissenyat per emmalaltir o matar els humans.

Generalment les ogives químiques o biològiques també porten explosius per facilitar la seva dispersió.

## Detonadors
Les ogives contenen detonadors per desencadenar l'explosió. N'hi ha dels següents tipus:
| Tipus         | Definició |
| ------------- | --- |
| De contacte   | Quan l'ogiva fa contacte físic amb l'objectiu, l'explosiu detona. De vegades combinat amb un retard, per detonar un temps específic després del contacte. |
| De proximitat | Mitjançant un radar, un sonar, un sensor magnètic o un làser, l'ogiva es detona quan l'objectiu es troba a una distància especificada. Sovint s'acobla a un sistema de control d'explosió direccional que garanteix que l'explosió enviï la fragmentació principalment cap a l'objectiu que la va desencadenar. |
| Temporitzats  | L'ogiva detona després d'un període de temps específic. |
| D'altitud     | L'ogiva detona un cop cau a una altitud específica, generalment en una ràfega d'aire . |
| Control remot | Detonat remotament mitjançant un senyal de l'operador. (Normalment no s'utilitza per a ogives excepte per a l'autodestrucció) |
| Combinats     | Qualsevol combinació de les anteriors. |